# 勒吉兰
勒吉兰（法語：Le Guislain，法語發音：[lə ɡilɛ̃]）是法国芒什省的一个市镇，属于圣洛区。

## 地理
勒吉兰（48°58'20"N, 1°13'44"W）面积5.39 平方千米，位于法国诺曼底大区芒什省，该省份为法国西北部沿海省份，西、北、东北三面环大西洋，东起顺时针与卡爾瓦多斯省、奧恩省、马耶讷省和伊勒-维莱讷省接壤。
与勒吉兰接壤的市镇（或旧市镇、城区）包括：瑟尼伊圣母村、昂比、拉艾贝勒丰、莫佩尔蒂、布尔瓦莱。

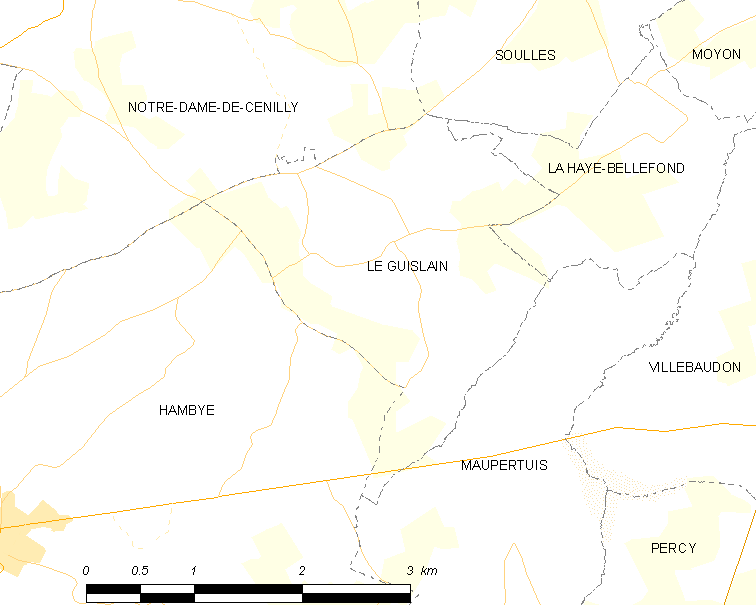
勒吉兰的OSM定位图

勒吉兰的时区为UTC+01:00、UTC+02:00（夏令时）。

## 行政
勒吉兰的邮政编码为50410，INSEE市镇编码为50225。

## 政治
勒吉兰所属的省级选区为维勒迪约莱普瓦勒-鲁菲尼县。

## 人口

1962-2008年间勒吉兰人口变化图示

勒吉兰于2022年1月1日时的人口数量为139人。